# 胡氏宅院
胡氏宅院，位于中华人民共和国山西省大同市云冈区口泉乡店村，已列为山西省文物保护单位。

## 保护
2016年6月6日，胡氏宅院由山西省人民政府公布为第六批山西省文物保护单位，编号5-4。